# Günther Hermann
Günther Hermann (* 1956 in Gießen; † 16. Dezember 2020 in Fronhausen) war ein deutscher Maler und Grafiker.
Von 1978 bis 1984 studierte er Malerei bei Johannes Schreiter an der Städelschule in Frankfurt am Main. Seit 1984 war Günther Hermann als freischaffender Maler und Grafiker in seinem privaten Atelier mit Radierwerkstatt in Fronhausen tätig. Von 2005 bis 2007 nahm er einen Lehrauftrag für Kunstpädagogik an der Universität Gießen wahr. Er lebte in Fronhausen bei Marburg.
Seit 1980 beteiligte er sich an Ausstellungen und Editionen, unter anderem stellte er seine Werke zur Gartenmalerei im Museum in Gießen aus. Seine Bilder und Grafiken befinden sich zum Teil in Privatbesitz und in öffentlichen Sammlungen.

## Publikationen
- Die Kunst-Akademie Faszination Garten. Eine Malreise durch die schönsten Gärten Europas. Englisch Verlag ISBN 978-3-8241-1350-7.
- Starke Bäume,  Textbeiträge: Frank Hagemann, Friedhelm Häring, Richard Hiepe, Bodo W. Klös. Verlag der edition noir. ISBN 3-9805890-1-3.